# Nandita Banna
Nandita Banna (sinh ngày 8 tháng 11 năm 2000) là người mẫu người Singapore gốc Ấn Độ. Cô là người chiến thắng cuộc thi Hoa hậu Hoàn vũ Singapore 2021 và đại diện cho đất nước tại Hoa hậu Hoàn vũ 2021 nơi cô lọt vào Top 16 chung cuộc. Cô cũng là đại diện Singapore đầu tiên lọt vào Top của cuộc thi Hoa hậu Hoàn vũ sau 34 năm kể từ lần cuối vào năm 1987 bởi Marion Nicole Teo khi cô lọt vào Top 10.

## Tiểu sử
Nandita Banna sinh ra tại Madhuri và Govardhan nhưng đã phải chuyển hẳn sang Singapore. Cô thường tham gia các sự kiện thời trang khi còn ở tuổi dậy thì. Cô đam mê các việc công nghệ điện tử và là một tình nguyện viên tích cực tại Care Corner Singapore luôn giúp các học sinh tiểu học về các kỹ năng sống.⁠
Hiện tại, cô biết nói 3 ngôn ngữ gồm tiếng Anh, tiếng Hindi và tiếng Telugu. Cô là sinh viên năm 3 văn bằng kép chuyên ngành Quản trị Kinh doanh và Hệ thống Thông tin Phân tích Kinh doanh tại Đại học Quản lý Singapore.

## Các cuộc thi sắc đẹp

### Hoa hậu Hoàn vũ Singapore 2021
Nandita tham gia cuộc thi Hoa hậu Hoàn vũ Singapore 2021 và trở thành người chiến thắng vào ngày 17 tháng 9. Cô đã được trao vương miện nhưng tuy nhiên không phải là tân Hoa hậu Hoàn vũ Singapore 2020 Bernadette Belle Ong trao.

### Hoa hậu Hoàn vũ 2021
Sau khi chiến thắng, cô được quyền là đại diện của Singapore tham gia cuộc thi Hoa hậu Hoàn vũ 2021 được tổ chức tại Eilat, Israel. Trong đêm chung kết, cô lọt vào Top 16 chung cuộc.